# 番婆 (臺中市)
番婆，是臺灣臺中市南區的一個傳統地域名稱，位於該區西南部偏西北。相較於今日行政區，其範圍大致為樹德里西北半部。

## 歷史
台灣清治末期至日治初期，番婆地區為一街庄，稱為「番婆庄」，隸屬於藍興堡。該庄北與蔴糍埔庄為鄰，東及南與樹仔腳庄為鄰，西南邊為九張犁庄，西邊為下楓樹腳庄。
1901年（日治明治三十四年）11月，全台廢縣廳改設二十廳，該庄隸屬於臺中廳。1903年（明治三十六年）6月，該庄編入「樹仔腳區」，隸屬於臺中廳。1909年（明治四十二年）10月，合併二十廳為十二廳，該庄改編入「臺中區」，仍隸屬於臺中廳。1920年（大正九年），全台地方制度大改正，廢十二廳改設五州二廳，該庄改制為「番婆」大字，隸屬於臺中州轄臺中市。
戰後本地區劃入南區，隸屬於臺灣省轄臺中市，大字改亦制為里。2010年12月，臺中縣市合併為直轄臺中市，南區隸屬不變。

## 聚落
本地區發展較早的聚落為番婆，在日治期初期的官方地圖上已有記載。

## 交通
台鐵山線大致以東北—西南走向經過番婆地區中部。境內設有大慶車站，屬簡易站，僅停靠區間快車及區間車。由此可前往台鐵沿線各站。

## 學校
- 中山醫學大學

## 醫療機構
- 中山醫學大學附設醫院